# Go-cluster
go-cluster — це експериментальний проєкт, створений для розробки кластерної системи на мові програмування Go. Його мета — дослідити та продемонструвати можливості побудови кластерних застосунків із використанням вбудованих можливостей Go, таких як конкурентність, мережеві з'єднання та протоколи сертифікації.

## Загальна інформація
- Репозиторій: github.com/ghaskins/go-cluster
- Автор: Gregory Haskins
- Ліцензія: GPL-2.0
- Мова програмування: Go (понад 98% коду)
- Стан проєкту: експериментальний, без офіційних релізів

## Мета проєкту
Проєкт go-cluster має на меті дослідити можливості побудови кластерних застосунків на Go. Він слугує навчальним ресурсом для розробників, які хочуть ознайомитися з концепціями кластеризації, мережевої комунікації та управління вузлами в розподілених системах.

## Основні компоненти
Проєкт складається з кількох ключових модулів:
- cluster.go: визначає основну логіку управління кластером.
- connection-manager.go: відповідає за встановлення та підтримку мережевих з'єднань між вузлами.
- controller.go: керує загальною поведінкою кластеру та обробкою подій.
- identity.go: забезпечує унікальну ідентифікацію кожного вузла в кластері.
- peer.go: модуль для взаємодії між вузлами (peer-to-peer).
- certificate.go: обробка сертифікатів для забезпечення безпечного з'єднання.

## Функціональні можливості
- Peer-to-peer архітектура: вузли можуть безпосередньо спілкуватися один з одним без централізованого контролера.
- Безпечні з'єднання: використання сертифікатів для автентифікації та шифрування трафіку.
- Гнучка конфігурація: можливість запуску з різними параметрами для тестування різних сценаріїв.

## Приклади використання
Для запуску одного з вузлів кластеру можна скористатися наступною командою:
```
go
 
build
./go-cluster
 
-certs
 
test/certs.conf
 
-id
 
0
 
-key
 
test/key0.pem

```

Це ініціалізує вузол з ідентифікатором 0, використовуючи задані сертифікати та ключі.

## Стан проєкту та активність
Проєкт є експериментальним і не має активної підтримки чи регулярних оновлень. Він не призначений для використання в продуктивних середовищах, але може слугувати корисним ресурсом для навчання та експериментів з кластеризацією в Go.